# Bergsche Battery
De Bergsche Battery is een re-enactmentgezelschap uit de Nederlandse stad Geertruidenberg. Het gezelschap beeldt soldaten en gevechten van de Tachtigjarige Oorlog uit, waarbij de schutterij uit het belegeringsjaar 1593 als uitgangspunt genomen is. De Bergsche Battery treedt meestal op de wapenplaats van de vesting op, maar verzorgt ook wel elders in de stad en de omgeving optredens. De Bergsche Battery werd in 1995 opgericht.
Leden van de Bergsche Battery hullen zich in de kledij en uitrusting van onder meer piekeniers, musketiers, voetsoldaten, een vaandeldrager en een tamboer. Het gezelschap beschikt over vier kanonnen, waarmee demonstraties worden gegeven en oorlogssituaties worden nagespeeld. De lopen van deze kanonnen zijn uit de zeventiende eeuw. De onderstellen, affuiten genoemd, zijn naar historische modellen nagebouwd. De drie belegeringsaffuiten zijn met hun grote wielen gemakkelijk te verplaatsen en werden daarom vooral in het veld gebruikt. Dit soort geschut had twee wielen en een zogenaamde grondschop aan de achterzijde om de terugslag tegen te gaan tijdens het vuren. Daarnaast heeft de Geertruidenbergse schutterij nog een rolpaard. Dit affuit heeft een viertal kleinere wielen en was aanvankelijk vooral op schepen te vinden. De terugslag van dit wapen werd tegengegaan door het eenvoudig met een flink touw vast te binden bijvoorbeeld aan een boom, of aan ringen in de stadswal. Later werd ook dit type op vestingwerken ingezet.